# Élections présidentielles sous la Cinquième République en Haute-Corse
Depuis l'adoption de la Constitution de la Cinquième République française en 1958, dix élections présidentielles ont eu lieu afin d'élire le président de la République. Cette page présente les résultats de ces élections en Haute-Corse depuis 1981.

## Synthèse des résultats du second tour
Conservateur, la Haute-Corse vote traditionnellement plus à droite que la France. C'est en particulier le cas en 1981, 1988 et 2012 où le département a placé en tête respectivement Valéry Giscard d'Estaing (50,51 %), Jacques Chirac (51,66 %) et Nicolas Sarkozy (54,41 %) alors qu'au niveau national ont été élus François Mitterrand (51,76 % et 54,02 %) et François Hollande (51,64 %). En 2017, Emmanuel Macron (50,59 %) obtient près de 14 points de moins qu'au niveau national.
| année | Répartition des exprimés | Répartition des exprimés | Participation (% des inscrits) | Blancs ou nuls (% des votants) |

| 2022 | Emmanuel Macron (42,13 %) (France : 58,55 %) | Marine Le Pen (57,87 %) (France : 41,45 %) | 60,99 % (France : 71,99 %) | 5,93 % (France : 6,23 %) |

| 2017 | Emmanuel Macron (52,28 %) (France : 66,10 %) | Marine Le Pen (47,72 %) (France : 33,90 %) | 63,45 % (France : 77,77 %) | 1,97 % (France : 2,47 %) |

| 2012 | François Hollande (45,59 %) (France : 51,64 %) | Nicolas Sarkozy (54,41 %) (France : 48,36 %) | 74,28 % (France : 80,35 %) | 1,85 % (France : 5,82 %) |

| 2007 | Nicolas Sarkozy (58,82 %) (France : 53,06 %) | Ségolène Royal (41,18 %) (France : 46,94 %) | 75,43 % (France : 83,97 %) | 1,46 % (France : 4,20 %) |

| 2002 | Jacques Chirac (81,57 %) (France : 82,21 %) | J.-M. Le Pen (18,43 %) (France : 17,79 %) | 57,87 % (France : 79,71 %) | 2,45 % (France : 3,38 %) |

| 1995 | Jacques Chirac (57,22 %) (France : 52,64 %) | Lionel Jospin (42,78 %) (France : 47,36 %) | 66,45 % (France : 78,38 %) | 2,18 % (France : 2,81 %) |

| 1988 | François Mitterrand (48,34 %) (France : 54,02 %) | Jacques Chirac (51,66 %) (France : 45,98 % %) | 66,78 % (France : 81,35 %) | 1,62 % (France : 2,00 %) |

| 1981 | François Mitterrand (49,49 %) (France : 51,76 %) | Valéry Giscard d'Estaing (50,51 %) (France : 48,24 %) | 63,46 % (France : 81,09 %) | 1 % (France : 1,62 %) |

|  | ▲ |

## Résultats détaillés par scrutin

### 2022
Arrivé en tête du premier tour, le président sortant Emmanuel Macron (27,85 %) affronte Marine Le Pen (23,15 %), un duel identique à celui du scrutin de 2017. C'est la deuxième fois qu'un second tour opposant les mêmes candidats à deux scrutins présidentiels consécutifs a lieu après ceux où se sont affrontés Valéry Giscard d'Estaing et François Mitterrand en 1974 et 1981.
En troisième position avec 21,95 % des voix, Jean-Luc Mélenchon réalise le score le plus élevé de ses trois candidatures et arrive largement en tête de la gauche, mais échoue à accéder au second tour, avec environ 400 000 voix de moins que Marine Le Pen.
Une nouvelle fois, les partis politiques traditionnels sont absents du second tour, dans des proportions encore plus importantes que lors de la précédente élection. Le Parti socialiste et Les Républicains, représentés respectivement par Anne Hidalgo et Valérie Pécresse, s'effondrent avec des scores historiquement faibles et n'atteignent pas le seuil des 5 %, condition permettant d'être remboursé des frais de campagne.
Le second tour voit Emmanuel Macron l'emporter par 58,55 % des suffrages exprimés, permettant ainsi au président sortant d'entamer un second mandat. Le septennat ayant été aboli en 2000, il devient ainsi le premier président de la République française à être réélu pour un deuxième quinquennat, le deuxième président de la Cinquième République réélu hors période de cohabitation et le quatrième président de la Cinquième République réélu.
En Haute-Corse, Marine Le Pen arrive en tête du premier tour avec 28,02 % des exprimés, suivie de Emmanuel Macron (17,54 %), Jean-Luc Mélenchon (13,21 %), Éric Zemmour (12,30 %), Jean Lassalle (10,96 %) et Valérie Pécresse (7,08 %). Au second tour, les électeurs ont voté à 57,87 % pour Marine Le Pen contre 42,13 % pour Emmanuel Macron avec un taux de participation de 60,99 % des inscrits.
| Candidats                | Candidats                | Partis                   | Premier tour | Premier tour | Second tour | Second tour |
| Candidats                | Candidats                | Partis                   | Voix         | %            | Voix        | %           |
| ------------------------ | ------------------------ | ------------------------ | ------------ | ------------ | ----------- | ----------- |
|                          | Marine Le Pen            | RN                       | 21 998       | 28,02        | 41 137      | 57,87       |
|                          | Emmanuel Macron          | LREM                     | 13 773       | 17,54        | 29 951      | 42,13       |
|                          | Jean-Luc Mélenchon       | LFI                      | 10 368       | 13,21        |             |             |
|                          | Éric Zemmour             | REC                      | 9 657        | 12,30        |             |             |
|                          | Jean Lassalle            | RES                      | 8 601        | 10,96        |             |             |
|                          | Valérie Pécresse         | LR                       | 5 555        | 7,08         |             |             |
|                          | Fabien Roussel           | PCF                      | 2 687        | 3,42         |             |             |
|                          | Yannick Jadot            | EELV                     | 2 520        | 3,21         |             |             |
|                          | Nicolas Dupont-Aignan    | DLF                      | 1 374        | 1,75         |             |             |
|                          | Anne Hidalgo             | PS                       | 959          | 1,22         |             |             |
|                          | Philippe Poutou          | NPA                      | 762          | 0,97         |             |             |
|                          | Nathalie Arthaud         | LO                       | 257          | 0,33         |             |             |
|                          |                          |                          |              |              |             |             |
| Votes valides            | Votes valides            | Votes valides            | 78 511       | 97,10        | 71 088      | 90,29       |
| Votes blancs             | Votes blancs             | Votes blancs             | 1 463        | 1,81         | 5 380       | 6,83        |
| Votes nuls               | Votes nuls               | Votes nuls               | 877          | 1,08         | 2 269       | 2,88        |
| Total                    | Total                    | Total                    | 80 851       | 100          | 78 737      | 100         |
| Abstention               | Abstention               | Abstention               | 48 263       | 37,38        | 50 359      | 39,01       |
| Inscrits / participation | Inscrits / participation | Inscrits / participation | 129 114      | 62,62        | 129 096     | 60,99       |

### 2017
Le premier tour de l'élection présidentielle de 2017 voit s'affronter onze candidats. Emmanuel Macron arrive en tête devant Marine Le Pen et tous deux se qualifient pour le second tour. Néanmoins, avec François Fillon et Jean-Luc Mélenchon, les scores des quatre candidats ayant recueilli le plus de voix sont serrés (4,43 points entre le 1er et le 4e). Pour la première fois, aucun des candidats des deux partis politiques pourvoyeurs jusque-là des présidents de la Ve République, n'est présent au second tour. Celui-ci se tient le dimanche 7 mai et se solde par la victoire d'Emmanuel Macron, avec un total de 20 753 798 bulletins de vote en sa faveur, soit 66,10 % des suffrages exprimés, face à la candidate du Front national, qui recueille 33,90 %. Le scrutin est néanmoins marqué par une forte abstention et par un record de votes blancs ou nuls.
En Haute-Corse, Marine Le Pen arrive en tête du premier tour avec 27,22 % des exprimés, suivie de François Fillon (25,44 %), Emmanuel Macron (19,02 %), Jean-Luc Mélenchon (13,78 %) et Jean Lassalle (5,84 %). Au second tour, les électeurs ont voté à 52,28 % pour Emmanuel Macron contre 47,72 % pour Marine Le Pen avec un taux de participation de 63,45 % des inscrits.
|             | FN          | Marine Le Pen         | 22 183  | 27,22 %    | 32 567  | 47,72 %    |  |  |
|             | LR          | François Fillon       | 20 739  | 25,44 %    |         |            |  |  |
|             | EM          | Emmanuel Macron       | 15 506  | 19,02 %    | 35 680  | 52,28 %    |  |  |
|             | LFi         | Jean-Luc Mélenchon    | 11 229  | 13,78 %    |         |            |  |  |
|             | RES         | Jean Lassalle         | 4 763   | 5,84 %     |         |            |  |  |
|             | PS          | Benoît Hamon          | 3 234   | 3,97 %     |         |            |  |  |
|             | DlF         | Nicolas Dupont-Aignan | 2 244   | 2,75 %     |         |            |  |  |
|             | NPA         | Philippe Poutou       | 717     | 0,88 %     |         |            |  |  |
|             | UPR         | François Asselineau   | 480     | 0,59 %     |         |            |  |  |
|             | LO          | Nathalie Arthaud      | 277     | 0,34 %     |         |            |  |  |
|             | SeP         | Jacques Cheminade     | 136     | 0,17 %     |         |            |  |  |
|             |             |                       |         |            |         |            |  |  |
|             |             |                       | Nombre  | % inscrits | Nombre  | % inscrits |  |  |
| Inscrits    | Inscrits    | Inscrits              | 124 875 |            | 124 873 |            |  |  |
| Abstentions | Abstentions | Abstentions           | 40 907  | 32,76 %    | 45 639  | 36,55 %    |  |  |
| Votants     | Votants     | Votants               | 83 968  | 67,24 %    | 79 234  | 63,45 %    |  |  |
|             |             |                       |         |            |         |            |  |  |
|             |             |                       |         | % votants  |         | % votants  |  |  |
| Blancs      | Blancs      | Blancs                | 1 666   | 1,33 %     | 6 899   | 5,52 %     |  |  |
| Nuls        | Nuls        | Nuls                  | 794     | 0,64 %     | 4 088   | 3,27 %     |  |  |
| Exprimés    | Exprimés    | Exprimés              | 81 508  | 65,27 %    | 68 247  | 54,65 %    |  |  |

### 2012
Hollande, désigné par le PS à la suite d'une primaire ouverte, devance Sarkozy dès le premier tour de l'élection présidentielle de 2012 : c'est la première fois qu'un président sortant est ainsi devancé. Au second tour, Sarkozy est battu mais par un écart plus faible qu'attendu.
En Haute-Corse, Nicolas Sarkozy arrive en tête du premier tour avec 31,06 % des exprimés, suivi de François Hollande (25,99 %), Marine Le Pen (23,26 %), Jean-Luc Mélenchon (9,99 %) et François Bayrou (4,6 %). Au second tour, les électeurs ont voté à 45,59 % pour François Hollande contre 54,41 % pour Nicolas Sarkozy avec un taux de participation de 76,85 % des inscrits.
|                | UMP            | Nicolas Sarkozy       | 26 869  | 31,06 %    | 46 965  | 54,41 %    |  |  |
|                | PS             | François Hollande     | 22 489  | 25,99 %    | 39 357  | 45,59 %    |  |  |
|                | FN             | Marine Le Pen         | 20 128  | 23,26 %    |         |            |  |  |
|                | FG             | Jean-Luc Mélenchon    | 8 643   | 9,99 %     |         |            |  |  |
|                | MoDem          | François Bayrou       | 3 981   | 4,6 %      |         |            |  |  |
|                | EELV           | Éva Joly              | 2 020   | 2,33 %     |         |            |  |  |
|                | NPA            | Philippe Poutou       | 1 001   | 1,16 %     |         |            |  |  |
|                | DLF            | Nicolas Dupont-Aignan | 930     | 1,07 %     |         |            |  |  |
|                | LO             | Nathalie Arthaud      | 282     | 0,33 %     |         |            |  |  |
|                | S&P            | Jacques Cheminade     | 174     | 0,2 %      |         |            |  |  |
|                |                |                       |         |            |         |            |  |  |
|                |                |                       | Nombre  | % inscrits | Nombre  | % inscrits |  |  |
| Inscrits       | Inscrits       | Inscrits              | 118 667 |            | 118 641 |            |  |  |
| Abstentions    | Abstentions    | Abstentions           | 30 523  | 25,72 %    | 27 471  | 23,15 %    |  |  |
| Votants        | Votants        | Votants               | 88 144  | 74,28 %    | 91 170  | 76,85 %    |  |  |
|                |                |                       |         |            |         |            |  |  |
|                |                |                       |         | % votants  |         | % votants  |  |  |
| Blancs ou nuls | Blancs ou nuls | Blancs ou nuls        | 1 627   | 1,85 %     | 4 848   | 5,32 %     |  |  |
| Exprimés       | Exprimés       | Exprimés              | 86 517  | 98,15 %    | 86 322  | 98,15 %    |  |  |

### 2007
Au premier tour de l'élection présidentielle de 2007, Sarkozy réussit à capter une partie des voix de Le Pen et arrive largement en tête. Royal est la première femme qualifiée pour le second tour d'une élection présidentielle. Elle est battue avec une avance de 6 points.
En Haute-Corse, Nicolas Sarkozy arrive en tête du premier tour avec 36,54 % des exprimés, suivi de Ségolène Royal (23,65 %), Jean-Marie Le Pen (14,7 %), François Bayrou (11,83 %) et Olivier Besancenot (3,55 %). Au second tour, les électeurs ont voté à 58,82 % pour Nicolas Sarkozy contre 41,18 % pour Ségolène Royal avec un taux de participation de 78,86 % des inscrits.
|                | UMP            | Nicolas Sarkozy      | 30 376  | 36,54 %    | 49 927  | 58,82 %    |  |  |
|                | PS             | Ségolène Royal       | 19 657  | 23,65 %    | 34 960  | 41,18 %    |  |  |
|                | FN             | Jean-Marie Le Pen    | 12 221  | 14,7 %     |         |            |  |  |
|                | UDF            | François Bayrou      | 9 835   | 11,83 %    |         |            |  |  |
|                | LCR            | Olivier Besancenot   | 2 953   | 3,55 %     |         |            |  |  |
|                | GPA            | Marie-George Buffet  | 2 879   | 3,46 %     |         |            |  |  |
|                | CPNT           | Frédéric Nihous      | 1 202   | 1,45 %     |         |            |  |  |
|                | Les Verts      | Dominique Voynet     | 1 148   | 1,38 %     |         |            |  |  |
|                | MPF            | Philippe de Villiers | 953     | 1,15 %     |         |            |  |  |
|                | DVG            | José Bové            | 897     | 1,08 %     |         |            |  |  |
|                | LO             | Arlette Laguiller    | 764     | 0,92 %     |         |            |  |  |
|                | CNRSP          | Gérard Schivardi     | 241     | 0,29 %     |         |            |  |  |
|                |                |                      |         |            |         |            |  |  |
|                |                |                      | Nombre  | % inscrits | Nombre  | % inscrits |  |  |
| Inscrits       | Inscrits       | Inscrits             | 111 839 |            | 111 875 |            |  |  |
| Abstentions    | Abstentions    | Abstentions          | 27 483  | 24,57 %    | 23 651  | 21,14 %    |  |  |
| Votants        | Votants        | Votants              | 84 356  | 75,43 %    | 88 224  | 78,86 %    |  |  |
|                |                |                      |         |            |         |            |  |  |
|                |                |                      |         | % votants  |         | % votants  |  |  |
| Blancs ou nuls | Blancs ou nuls | Blancs ou nuls       | 1 230   | 1,46 %     | 3 337   | 3,78 %     |  |  |
| Exprimés       | Exprimés       | Exprimés             | 83 126  | 98,54 %    | 84 887  | 96,22 %    |  |  |

### 2002
Après cinq années de cohabitation, un duel est attendu entre Chirac et le Premier ministre Jospin lors de l'élection présidentielle de 2002, mais, à la surprise générale, ce dernier est devancé par Le Pen au premier tour. Au second tour, Chirac bénéficie du ralliement de la gauche et reçoit un score sans précédent. Il s'agit de la première élection pour un mandat de cinq ans et non plus sept.
En Haute-Corse, Jacques  Chirac arrive en tête du premier tour avec 27,5 % des exprimés, suivi de Lionel  Jospin (15,7 %), Jean-Marie  Le Pen (14,22 %), Jean  Saint-Josse (8,65 %) et Jean-Pierre  Chevenement (7,26 %). Au second tour, les électeurs ont voté à 81,57 % pour Jacques  Chirac contre 18,43 % pour Jean-Marie  Le Pen avec un taux de participation de 66,67 % des inscrits.
|                | RPR            | Jacques Chirac          | 16 281  | 27,5 %     | 52 148  | 81,57 %    |  |  |
|                | PS             | Lionel Jospin           | 9 297   | 15,7 %     |         |            |  |  |
|                | FN             | Jean-Marie Le Pen       | 8 417   | 14,22 %    | 11 779  | 18,43 %    |  |  |
|                | CPNT           | Jean Saint-Josse        | 5 123   | 8,65 %     |         |            |  |  |
|                | MC             | Jean-Pierre Chevènement | 4 300   | 7,26 %     |         |            |  |  |
|                | PC             | Robert Hue              | 3 141   | 5,31 %     |         |            |  |  |
|                | PRG            | Christiane Taubira      | 2 801   | 4,73 %     |         |            |  |  |
|                | LO             | Arlette Laguiller       | 1 963   | 3,32 %     |         |            |  |  |
|                | UDF            | François Bayrou         | 1 829   | 3,09 %     |         |            |  |  |
|                | Les Verts      | Noël Mamère             | 1 635   | 2,76 %     |         |            |  |  |
|                | LCR            | Olivier Besancenot      | 1 592   | 2,69 %     |         |            |  |  |
|                | DL             | Alain Madelin           | 1 005   | 1,7 %      |         |            |  |  |
|                | MNR            | Bruno Mégret            | 958     | 1,62 %     |         |            |  |  |
|                | Cap21          | Corinne Lepage          | 499     | 0,84 %     |         |            |  |  |
|                | FRS            | Christine Boutin        | 244     | 0,41 %     |         |            |  |  |
|                | PT             | Daniel Gluckstein       | 116     | 0,2 %      |         |            |  |  |
|                |                |                         |         |            |         |            |  |  |
|                |                |                         | Nombre  | % inscrits | Nombre  | % inscrits |  |  |
| Inscrits       | Inscrits       | Inscrits                | 104 867 |            | 104 842 |            |  |  |
| Abstentions    | Abstentions    | Abstentions             | 44 179  | 42,13 %    | 34 941  | 33,33 %    |  |  |
| Votants        | Votants        | Votants                 | 60 688  | 57,87 %    | 69 901  | 66,67 %    |  |  |
|                |                |                         |         |            |         |            |  |  |
|                |                |                         |         | % votants  |         | % votants  |  |  |
| Blancs ou nuls | Blancs ou nuls | Blancs ou nuls          | 1 487   | 2,45 %     | 5 974   | 8,55 %     |  |  |
| Exprimés       | Exprimés       | Exprimés                | 59 201  | 97,55 %    | 63 927  | 91,45 %    |  |  |

### 1995
Après une nouvelle cohabitation et alors que la droite est particulièrement divisée entre Chirac et le Premier ministre Balladur, Jospin réussit à arriver en tête au premier tour de l'élection présidentielle de 1995, malgré la très lourde défaite de la gauche aux législatives de 1993. Au second tour, il est battu par Chirac.
En Haute-Corse, Jacques Chirac arrive en tête du premier tour avec 31,41 % des exprimés, suivi de Lionel Jospin (22,55 %), Édouard Balladur (18,09 %), Robert Hue (10,16 %) et Jean-Marie Le Pen (9,83 %). Au second tour, les électeurs ont voté à 57,22 % pour Jacques Chirac contre 42,78 % pour Lionel Jospin avec un taux de participation de 74,87 % des inscrits.
|                | RPR            | Jacques Chirac       | 20 199 | 31,41 %    | 41 105 | 57,22 %    |  |  |
|                | PS             | Lionel Jospin        | 14 503 | 22,55 %    | 30 729 | 42,78 %    |  |  |
|                | RPR            | Édouard Balladur     | 11 634 | 18,09 %    |        |            |  |  |
|                | PC             | Robert Hue           | 6 533  | 10,16 %    |        |            |  |  |
|                | FN             | Jean-Marie Le Pen    | 6 321  | 9,83 %     |        |            |  |  |
|                | LO             | Arlette Laguiller    | 1 965  | 3,06 %     |        |            |  |  |
|                | Les Verts      | Dominique Voynet     | 1 569  | 2,44 %     |        |            |  |  |
|                | MPF            | Philippe de Villiers | 1 423  | 2,21 %     |        |            |  |  |
|                | S&P            | Jacques Cheminade    | 167    | 0,26 %     |        |            |  |  |
|                |                |                      |        |            |        |            |  |  |
|                |                |                      | Nombre | % inscrits | Nombre | % inscrits |  |  |
| Inscrits       | Inscrits       | Inscrits             | 98 947 |            | 99 199 |            |  |  |
| Abstentions    | Abstentions    | Abstentions          | 33 201 | 33,55 %    | 24 925 | 25,13 %    |  |  |
| Votants        | Votants        | Votants              | 65 746 | 66,45 %    | 74 274 | 74,87 %    |  |  |
|                |                |                      |        |            |        |            |  |  |
|                |                |                      |        | % votants  |        | % votants  |  |  |
| Blancs ou nuls | Blancs ou nuls | Blancs ou nuls       | 1 432  | 2,18 %     | 2 440  | 3,29 %     |  |  |
| Exprimés       | Exprimés       | Exprimés             | 64 314 | 97,82 %    | 71 834 | 96,71 %    |  |  |

### 1988
Après deux ans de cohabitation, Mitterrand affronte le Premier ministre Chirac lors de l'élection présidentielle de 1988. Le Pen obtient au premier tour un score jusque-là sans précédent pour un parti d'extrême droite. Au second tour, Mitterrand est facilement réélu.
En Haute-Corse, François Mitterrand arrive en tête du premier tour avec 31,18 % des exprimés, suivi de Jacques Chirac (30,39 %), Raymond Barre (12,05 %), Jean-Marie Le Pen (12,01 %) et André Lajoinie (7,86 %). Au second tour, les électeurs ont voté à 51,66 % pour Jacques Chirac contre 48,34 % pour François Mitterrand avec un taux de participation de 76,11 % des inscrits.
|                | PS                    | François Mitterrand | 23 461  | 31,18 %    | 41 261  | 48,34 %    |  |  |
|                | RPR                   | Jacques Chirac      | 22 868  | 30,39 %    | 44 100  | 51,66 %    |  |  |
|                | SE                    | Raymond Barre       | 9 065   | 12,05 %    |         |            |  |  |
|                | FN                    | Jean-Marie Le Pen   | 9 040   | 12,01 %    |         |            |  |  |
|                | PC                    | André Lajoinie      | 5 914   | 7,86 %     |         |            |  |  |
|                | Communiste rénovateur | Pierre Juquin       | 2 323   | 3,09 %     |         |            |  |  |
|                | Les Verts             | Antoine Waechter    | 1 980   | 2,63 %     |         |            |  |  |
|                | LO                    | Arlette Laguiller   | 497     | 0,66 %     |         |            |  |  |
|                | MPT                   | Pierre Boussel      | 107     | 0,14 %     |         |            |  |  |
|                |                       |                     |         |            |         |            |  |  |
|                |                       |                     | Nombre  | % inscrits | Nombre  | % inscrits |  |  |
| Inscrits       | Inscrits              | Inscrits            | 114 551 |            | 114 465 |            |  |  |
| Abstentions    | Abstentions           | Abstentions         | 38 057  | 33,22 %    | 27 349  | 23,89 %    |  |  |
| Votants        | Votants               | Votants             | 76 494  | 66,78 %    | 87 116  | 76,11 %    |  |  |
|                |                       |                     |         |            |         |            |  |  |
|                |                       |                     |         | % votants  |         | % votants  |  |  |
| Blancs ou nuls | Blancs ou nuls        | Blancs ou nuls      | 1 239   | 1,62 %     | 1 755   | 2,01 %     |  |  |
| Exprimés       | Exprimés              | Exprimés            | 75 255  | 98,38 %    | 85 361  | 97,99 %    |  |  |

### 1981
Lors de l'élection présidentielle de 1981, Giscard d'Estaing arrive en tête au premier tour et affronte, comme la fois précédente, Mitterrand. Pour la première fois, un président sortant est battu : Mitterrand devient le premier président de gauche de la Ve République.
Les résultats en Haute-Corse sont les suivants :
|                | RPR            | Jacques Chirac           | 19 828  | 27,27 %    |         |            |  |  |
|                | UDF            | Valéry Giscard d'Estaing | 17 531  | 24,11 %    | 39 956  | 50,51 %    |  |  |
|                | PS             | François Mitterrand      | 12 863  | 17,69 %    | 39 152  | 49,49 %    |  |  |
|                | PC             | Georges Marchais         | 12 206  | 16,79 %    |         |            |  |  |
|                | MRG            | Michel Crépeau           | 7 150   | 9,84 %     |         |            |  |  |
|                | MEP            | Brice Lalonde            | 1 247   | 1,72 %     |         |            |  |  |
|                | LO             | Arlette Laguiller        | 553     | 0,76 %     |         |            |  |  |
|                | Divers droite  | Michel Debré             | 460     | 0,63 %     |         |            |  |  |
|                | Divers droite  | Marie-France Garaud      | 456     | 0,63 %     |         |            |  |  |
|                | PSU            | Huguette Bouchardeau     | 404     | 0,56 %     |         |            |  |  |
|                |                |                          |         |            |         |            |  |  |
|                |                |                          | Nombre  | % inscrits | Nombre  | % inscrits |  |  |
| Inscrits       | Inscrits       | Inscrits                 | 115 729 |            | 115 538 |            |  |  |
| Abstentions    | Abstentions    | Abstentions              | 42 293  | 36,54 %    | 34 840  | 30,15 %    |  |  |
| Votants        | Votants        | Votants                  | 73 436  | 63,46 %    | 80 698  | 69,85 %    |  |  |
|                |                |                          |         |            |         |            |  |  |
|                |                |                          |         | % votants  |         | % votants  |  |  |
| Blancs ou nuls | Blancs ou nuls | Blancs ou nuls           | 738     | 1 %        | 1 590   | 1,97 %     |  |  |
| Exprimés       | Exprimés       | Exprimés                 | 72 698  | 99 %       | 79 108  | 98,03 %    |  |  |